# Luzule de Forster
Luzula forsteri
Espèce
La Luzule de Forster (Luzula forsteri) est une espèce de plantes vivaces de la famille des Juncacées.